# Брандль, Тереза
Тереза Брандль (нем. Therese Brandl; 1 февраля 1902, Штаудах-Эгерндах, Германия — 28 января 1948, Краков, Польша) — надзирательница немецких концентрационных лагерей, нацистская военная преступница.

## Работа в концлагерях
В марте 1940 года Брандль поступила на обучение в концлагерь Равенсбрюк. В марте 1942 года она была направлена в Освенцим. Сперва Брандль работала в прачечной, но вскоре поднялась в должности до надзирателя и стала работать под руководством Марго Дрексель и Марии Мандель. Летом 1943 года она получила медаль от Рейха за «безупречную службу» в лагерях. Она принимала участие в отборе женщин и детей в газовые камеры, избивала, а также жестоко издевалась над заключенными, включая детей. Один из узников, итальянец Андреас Ларинджакос из Клеса, позже вспоминал: «Во время пребывания в лагере доктор Менгеле брал у меня кровь много раз. В ноябре 1944 года все дети были переведены в цыганский лагерь А. Когда нас пересчитывали, один из нас пропал. Тогда Мандель, управляющая женским лагерем, и ее помощница Брандль выгнали нас на улицу в час ночи и заставили стоять там на морозе до полудня следующего дня». В ноябре 1944 года, с приближением Красной армии, Тереза Брандль была направлена в подлагерь Дахау в Мюльдорфе, вместе с Марией Мандель, а также была понижена в должности. 27 апреля 1945 года Брандль бежала из лагеря незадолго до прибытия туда армии США.

## Арест, суд и казнь
29 августа 1945 года армия США арестовала Терезу в баварских горах на территории Бергена. Брандль была заключена в лагерь для ожидания суда. В ноябре 1947 года она предстала перед польским судом в Кракове вместе с Хильдегард Лехерт, Марией Мандель, Луизой Данц и Алисой Орловски. 22 декабря 1947 года на Освенцимском процессе Брандль была признана виновной в отборе узников для отправки в газовые камеры и приговорена к смертной казни. 28 января 1948 года Тереза Брандль была повешена в краковской тюрьме.